# Feaelloidea
Super-famille
Les Feaelloidea sont une super-famille de pseudoscorpions.

## Distribution
Les espèces de cette super-famille se rencontrent en Afrique subsaharienne, en Amérique, en Asie et en Australie.

## Liste des familles
Selon Pseudoscorpions of the World (version 3.0) :
- Feaellidae Ellingsen, 1906
- Pseudogarypidae Chamberlin, 1923

## Publication originale
- Ellingsen, 1906 : Report on the pseudoscorpions of the Guinea Coast (Africa) collected by Leonardo Fea. Annali del Museo Civico di Storia Naturale di Genova, sér. 3, vol. 2, p. 243-265.